# Na Wewe
Na Wewe (Kirundi: „Auch du“) ist ein belgischer Kurzfilm aus dem Jahr 2010, der den Völkermord von Hutu an Tutsi in Ostafrika (Siehe auch: Völkermord in Ruanda) in den frühen 1990er-Jahren thematisiert. Na Wewe war bei der Oscarverleihung 2011 als bester Kurzfilm nominiert, er gewann darüber hinaus 2011 den Jury-Award des Flickerfest und wurde mit mehr als einem Dutzend weiterer Filmpreise ausgezeichnet.

## Handlung
Ein Kleinbus unterwegs im ländlichen Gebiet Burundis wird plötzlich von Bewaffneten gestoppt. Diese gehören den Hutu an und möchten die Tutsi unter den Fahrgästen separieren. Der Anführer befiehlt: „Tutsi nach links, Hutu nach rechts!“ Obwohl offensichtlich nicht alle Fahrgäste Tutsi sind, stellen sich alle auf die linke Seite und verhindern so Gewalt an der Minderheit.

## Produktion
Der Co-Autor des Drehbuchs, Jean-Luc Pening, erlebte selbst in Burundi eine ähnliche Situation, wie die Handlung des Filmes. Er wurde im August 1995 von einem Gewalttäter aus einer Militärpatrouille heraus in den Kopf geschossen und ist seitdem blind.
Die Dreharbeiten fanden zwischen dem 11. und 19. August 2009 statt.

## Filmpreise
Nominierungen
- „Bester Kurzfilm“ der Oscarverleihung 2011

Gewonnen (Auswahl)
- „Honorable Mention“ des Flickerfest, 2011.
- „Bester Kurzfilm“ des Festival de Cine Internacional Ourense[2]
- „The Clover and Maggie Award“ des Cleveland International Film Festivals, 2011[3]
- „Best Narrative Award“ des Heart of Gold International Film Festival, 2011[4]